# Walentina Sidorowa
Walentina Wasiljewna Sidorowa z domu Buroczkina (ros. Валентина Васильевна Сидорова (Бурочкина), ur. 4 maja 1954 w Moskwie, zm. 9 czerwca 2021 tamże) – radziecka florecistka, dwukrotna medalistka olimpijska i wielokrotna medalistka mistrzostw świata.
Na igrzyskach olimpijskich w Montrealu w 1976 roku reprezentacja ZSRR w składzie: Jelena Biełowa, Walentina Sidorowa, Olga Kniaziewa, Naila Gilazowa i Walentina Nikonowa zdobyła drużynowo złoty medal. W rywalizacji indywidualnej zajęła siódme miejsce. Na rozgrywanych cztery lata później igrzyskach olimpijskich w Moskwie wspólnie z Nailą Gilazową, Jeleną Biełową, Iriną Uszakową i Łarisą Cagarajewą zdobyła drużynowo srebrny medal. W turnieju indywidualnym była tym razem trzynasta.
Podczas mistrzostw świata w Göteborgu w 1973 roku wspólnie z Zoją Dierażynską, Olgą Kniaziewą, Walentiną Nikonową i Jeleną Biełową wywalczyła srebrny medal w turnieju drużynowym. W tej samej konkurencji zdobywała także złote medale na mistrzostwach świata w Grenoble (1974), mistrzostwach świata w Budapeszcie (1975), mistrzostwach świata w Buenos Aires (1977), mistrzostwach świata w Hamburgu (1978), mistrzostwach świata w Melbourne (1979), mistrzostwach świata w Clermont-Ferrand (1981) i mistrzostwach świata w Sofii (1986) oraz brązowy na mistrzostwach świata w Barcelonie (1985). Ponadto zdobyła trzy medale w turniejach indywidualnych: złote na mistrzostwach świata w Buenos Aires w 1977 roku i mistrzostwach świata w Hamburgu rok później oraz srebrny podczas mistrzostw świata w Melbourne w 1979 roku (za Cornelią Hanisch z RFN).
W 1984 roku zdobyła drużynowo srebrny medal na zawodach Przyjaźń-84. Odznaczona medalem „Za pracowniczą dzielność”. W latach 1973, 1976, 1977, 1981, 1982 i 1986 zdobywała indywidualne mistrzostwo ZSRR.